# Bondoufle
Bondoufle – miejscowość i gmina we Francji, w regionie Île-de-France, w departamencie Essonne.
Według danych na rok 1990 gminę zamieszkiwało 7719 osób, a gęstość zaludnienia wynosiła 1142 osób/km² (wśród 1287 gmin regionu Île-de-France Bondoufle plasuje się na 269. miejscu pod względem liczby ludności, natomiast pod względem powierzchni na miejscu 565.).
W gminie znajduje się siedziba firmy ITM Enterprises SA, zarządzającej Grupą Muszkieterów.